# 權現
權現（羅馬化：gongen），日本神的神號之一。受“本地垂迹”思想影響，權現代表大乘佛教中的佛菩薩，經由示現化身方式，以日本神的形態出現，故被視為是化現的義辭。

## 歷史
印度教護法神與佛教護法，成為密宗中的天部，經由中國輸入日本。日本原本神道思想，與佛教信仰融合，形成本地垂迹理論，造成權現信仰的出現。

## 權現舉隅
- 春日權現
- 愛宕權現
- 秋葉權現
- 飯綱權現
- 藏王權現
- 清瀧權現
- 熊野權現
- 金毘羅權現
- 山王權現